# Ezetimib

Ezetimibes molekylstruktur.

Ezetimib är en typ av blodfettssänkande läkemedel som kan användas som tillägg till eller, vid biverkningsproblem, istället för statiner. Substansen klassificeras inom ATC-systemet under C10AX, samma klass som PCSK9-hämmarna. Ezetimib såldes initialt under varunamnet Ezetrol, men patenträttigheterna har gått ut och generikapreparat från flera tillverkare finns tillgängliga på marknaden.
Ezetimib hämmar upptaget av kolesterol från tunntarmen, vilket minskar mängden kolesterol i blodet. Det gör att mängden tillgängligt kolesterol för levercellernas metabolism minskar och deras absorption av tillgängligt kolesterol gör att nivåerna i blodet minskar ytterligare. Målmolekylen är steroltransportören Niemann-Pick C1-like 1 (NPC1L1) som uttrycks i tunntarmsslemhinnan och leverceller. Upptaget från tarmen minskar till ungefär hälften jämfört med placebo. Läkemedlets exakta verkningsmekanism är inte fullständigt utredd men har föreslagits vara blockering av aminopeptidas N eller hämning av association med adaptorprotein 2 i klatrinförsedda vesiklar.